# Slottet Mailberg

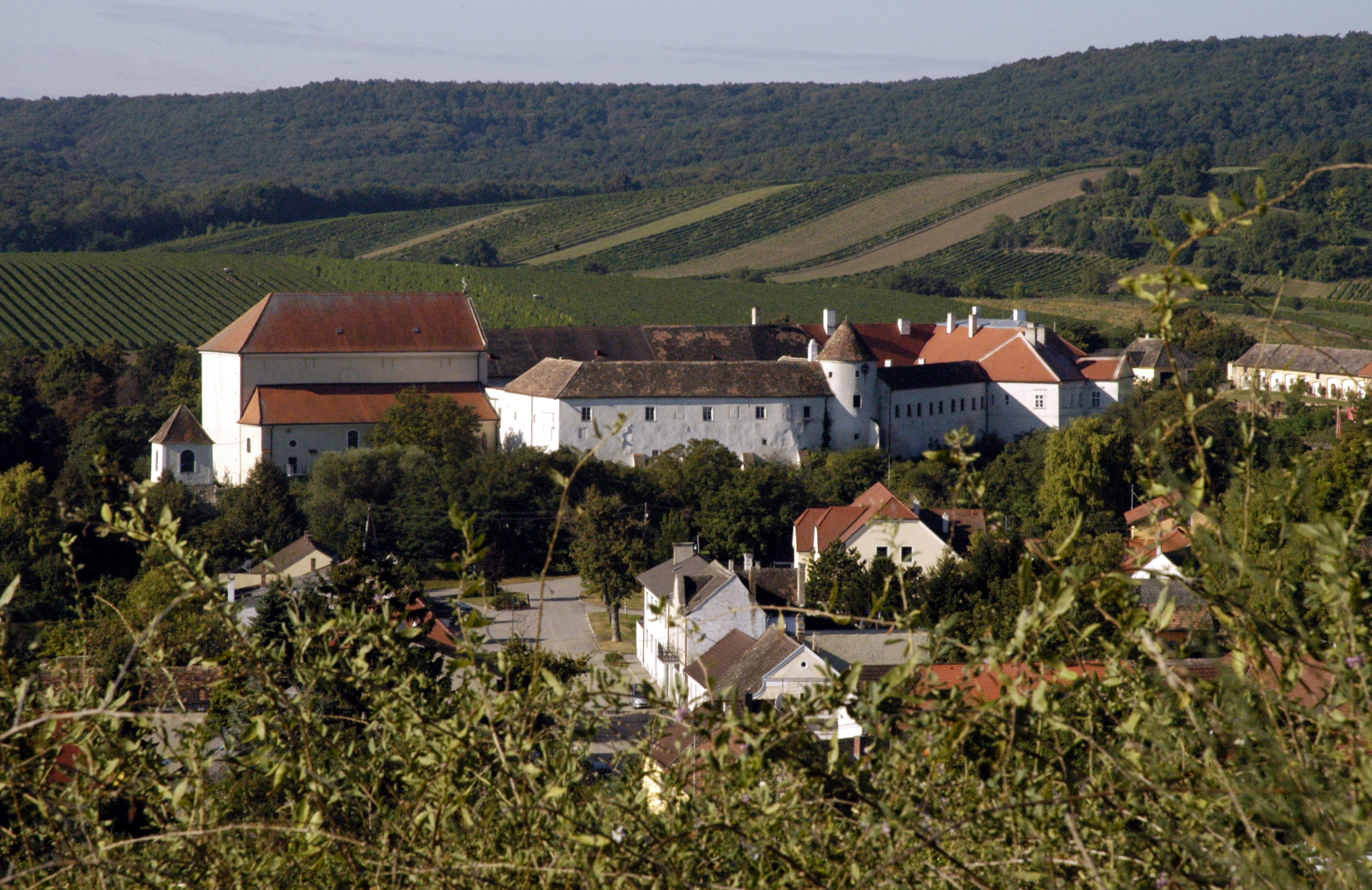

Slottet Mailberg är ett slott i det österrikiska förbundslandet Niederösterreich. Slottet Mailberg är belägen i köpingen Mailberg 20 kilometer nordöst om staden Hollabrunn.

## Historia
1146 skänkte Chadot av Zogelsdorf mark till den ännu unge Johanniterorden innan han åkte på korståg. Orden byggde en kyrka och ett kloster på en liten kulle söder om orten Mailberg. Genom ytterligare donationer ökade ordens besittningar efterhand. Efter att ha klarat 1400-talets oroligheter förföll klostret under reformationen på 1500-talet. Under en viss tid fanns inte några ordensmedlemmar kvar i Mailberg.
Mot slutet av 1500-talet upptogs verksamheten av Malteserorden och klostret byggdes om till ett renässansslott efter att man hade rivit de flesta byggnaderna. Men det trettioåriga kriget med sina plundringar ledde till ett avbrott. Visserligen sanerades slottet efter kriget, men först i mitten 1750-talet påbörjades en om- och utbyggnad av det nedgångna slottet. Då brann slottet och köpingen ner 1788 i en storbrand. Återuppbyggnaden tog många år.

## Byggnader
Slottet är belägen på en kulle ovanför köpingen. Det trevåningshöga byggnadskomplexet i renässans- och barockstil är omgiven av ett torrt dike och en ringmur. Genom porten kommer man in i den långsträckta innergården som begränsas av slottsflyglarna och kyrkan i öster. Bakom slottet ligger slottsparken.

## Slottet idag
Slottet tillhör fortfarande Malteserorden som använder slottet för möten. Slottet inhyser även ett museum över Malteserordens historia och ett pensionat.